# Азербайджанський державний російський драматичний театр імені Самеда Вургуна
Азербайджанський державний російський драматичний театр імені Самеда Вургуна (рос. Азербайджанский государственный русский драматический театр имени Самеда Вургуна, азерб. Səməd Vurğun adına Azərbaycan dövlət rus dram teatrı) — державний російський драматичний театр у столиці Азербайджану місті Баку.
Театр розташований за адресою: вул. Хагані, 7, м. Баку-1095, Азербайджан.

## Історія
Азербайджанський державний російський драматичний театр відкрився урочисто 20 грудня 1920 року пад назвою Державний Вільний Сатир-Агіттеатр. Новостворений заклад було сформовано на базі трупи колишнього тіфліського театру Микити Балієва «Кажан» (рос. «Летучая мышь») і частково колективу розформованого революційним урядом театру «Момус». Керівництво установи невдовзі взяв на себе відомий московський журналіст і критик, уродженець Баку В. З. Швейцер, також до роботи на цьому етапі залучалися московські (режисери В. Г. Сахновський, С. Воронов, художники А. Арапов, П. Узунов тощо) та місцеві театральні фахівці.
Театр і його творчість являли собою малі вистави пролетарські і за змістом і за формою, розраховані на відповідного ж глядачів. У такому вигляді він проіснував до 1923 року, доки 29 квітня не був перейменований на Бакінський Робітничий театр, який власне і розпочав справжню театральну творчість, запропонувавши вже 25 жовтня прем'єру «Місто у кільці» за С. Мініним (режисер Д. Г. Гутман, художник В'ячеслав Іванов). Спершу до трупи закладу ввійшли актори, що з'їхалися з інших міст — Одеси, Москви, Іркутська, але вже наступного, 1924-го року, при театрі відкрилась студія практичних занять, і від 1926 року творчий колектив закладу почали поповнювати «власні» кадри. Тодішній репертуар театру складади як зразки радянської революційної драматургії, так й «ідейно витримані» (часто прилаштовані) зразки творчості зарубіжних авторів.
1937 року підвищується статус закладу, відтепер він почав іменуватися Азербайджанський державний Червонопрапорний театр російської драми. Театр стає одним з провідних у республіці, творчий колектив активно гастролює не лише на Кавказі, а й по всьому СРСР.

Барельєф Самеда Вургуна на фасаді театру

Розквіт театру пов'язаний з творчістю багатьох режисерів — Д. Гутман, Е. Лойтер, А. Іванов, Ф. Фьодоров, С. Майоров, Е. Гаккель, А. Рідаль, А. Туганов, А. Грипич, Я. Ярославський, І. Ідаят-заде, К. Степанов-Колосов, але особливо з іменем М. К. Ашумова.
Від 1956 року театр носить ім'я класика азербайджанської літератури Самеда Вургуна.
Період 1960—80-х рр. розвитку театру став часом творчості режисерів Г. Ахмедової-Мартинової, Д. Селімової, І. Хасіна, Є. Сахарова, Е. Бейбутова, Е. Алієва, Р. Ібрагімбекова.
Від 1991 року (здобуття незалежності Республікою Азербайджан) Азербайджанський державний російський драматичний театр імені Самеда Вургуна не втратив свого глядача і залишається в країні й регіоні не лише популяризатором російської мови і культури, а висококласним творчим колективом, що здійснює якісні театральні постановки. На теперішньому етапі трупа театру поповнюється за рахунок випускників Азербайджанського Державного університету мистецтв і культури, Хореографічного училища і драматичної студії театру.

## Репертуар
Попри те що Азербайджанський державний російський драматичний театр імені Самеда Вургуна є російським драматичним театром, у репертуарі закладу, як класичні і сучасні російські п'єси, так і постановки і обробки за творами національної (азербайджанської) та світової, в першу чергу, західної драматургії та літератури. Власне театр є популяризатором різножанрових театральних постановок, виконання яких здійснюється російської мовою.
Останнім часом (2000-ні) режисерська група на чолі з головним режисером народного артиста Азербайджану О. Я. Шаровського випускає 6-8 вистав щороку. Особлива увага приділена актуальності робочого матеріалу, відповідність його подіям і ситуації в реальному житті. У активі «вургунівців», як і в більшості творчих колективів у театрах пострадянського простору — крім вистав, в тому числі дитячих казок, також мюзикли, розважальні і шоупрограми, зокрема і тематичні й імпровізаційні, навіть пародії на «мильні» телесеріали.
Сучасна (кін. 2000-х рр.) афіша театру включає найрізноманітніші за джерелами і стилями вистави: «Чайка» А. П. Чехова, «Король Лір» і «Що завгодно» (Дванадцята ніч) В. Шекспіра, «Візир Ленкоранського ханства» М. Ахундова, «Коло» за С. Моемом, «Шалений день, або Сцени для божевільних з глядачем» (В. Неверов, О. Шаровський), «Здравстуйте, я ваш дядько !» та «Зірка, кохання і шампанське» Ельчіна, «Кмітлива і закохана» Л. де Вега, «У гостях в дикої Рози та її друзів» і «Зустрінемося на Торговій» В. Неверова, «Нафтовий бум посміхається усім» М. Ібрагімбекова тощо.

## Виноски
1. ↑  Історія театру [Архівовано 3 листопада 2009 у Wayback Machine.] на Вебсторінка театру [Архівовано 4 травня 2018 у Wayback Machine.] (рос.)